# Енгелшоф
Енгелшоф (њем. Engelschoff) општина је у њемачкој савезној држави Доња Саксонија. Једно је од 40 општинских средишта округа Штаде. Према процјени из 2010. у општини је живјело 750 становника. Посједује регионалну шифру (AGS) 3359015.

## Географски и демографски подаци
Енгелшоф се налази у савезној држави Доња Саксонија у округу Штаде. Општина се налази на надморској висини од 4 метра. Површина општине износи 19,7 km². У самом мјесту је, према процјени из 2010. године, живјело 750 становника. Просјечна густина становништва износи 38 становника/km².